# Więzadło poboczne strzałkowe

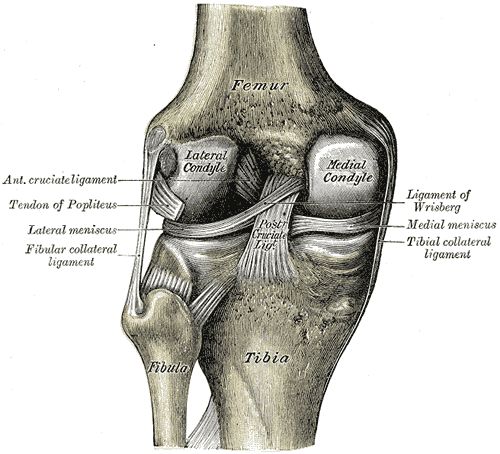
Lewy staw kolanowy widziany od tyłu. Więzadło poboczne strzałkowe (fibular collateral ligament) znajduje się w centrum grafiki po stronie lewej.

Więzadło poboczne strzałkowe, więzadło poboczne boczne (łac. ligamentum collaterale fibulare, ligamentum collaterale laterale) – jedno z więzadeł stawu kolanowego.
U człowieka przyczepia się do nadkłykcia bocznego kości udowej, biegnie ku dołowi, kończąc się przyczepem do powierzchni bocznej głowy strzałki. Od torebki stawowej oddziela go tkanka tłuszczowa, samo więzadło nie jest zrośnięte z torebką. Jego funkcją jest usztywnienie stawu w pozycji wyprostnej.